# 氦融合
氦融合是核融合的一種，參與此一反應的原子核是氦。
這種由氦4（α粒子）融合的反應就是所謂的是3氦過程（3α過程），因為這項反應先由兩個氦核融合成為鈹 8，但是這種同位素很不穩定，半衰期只有2.6×10-16秒，隨即又分裂成兩個氦。如果這顆恆星的核心溫度高達一億K，並且又在紅巨星或紅超巨星末期的演化階段，則第三顆氦原子能在鈹衰變之前參與反應，於是形成碳12。取決於溫度和壓力，額外的氦核也可能參與反應形成氧 16；在非常高的溫度下，另外的氦核也可能和氧融合而產生更重的元素（參考氦核作用）。
氦3本身或氦4主要形成於主序星（參考質子-質子鏈反應），並且一般還不會進行氦融合。